# Tetraodorhina flavescens
Tetraodorhina flavescens är en skalbaggsart som beskrevs av Oliver Erichson Janson 1924. Tetraodorhina flavescens ingår i släktet Tetraodorhina och familjen Cetoniidae. Inga underarter finns listade i Catalogue of Life.